# 菲坎峰
菲坎峰（英語：Fikkan Peak）是南極洲的山峰，位於奧次地，屬於烏薩爾普山脈的一部分，美國地質調查局根據測量和美國海軍拍攝的空中照片繪入地圖，現時由南極條約體系管理。